# 薩凡納鏢鱸
薩凡納鏢鱸為輻鰭魚綱鱸形目鱸亞目河鱸科的其中一種，分布於美國南卡羅來納州及喬治亞州的淡水流域，體長可達7.4公分，棲息在植被生長、沙石底質的溪流。